# RX-78系列机动战士
RX-78系列機動戰士是《機動戰士GUNDAM》系列中出現的一个虛構兵器系列。它是GUNDAM世界觀中的航太主力兵器機動戰士（モビルスーツ；，簡稱「MS」）的一種。該系列的成員和衍生機體在多部U.C.纪元的機動戰士GUNDAM作品中作爲主角機登場，其中以RX-78-2 GUNDAM為經典機體。

## RX-78-2历史

### 機體概要
RX-78是由聯邦軍的提姆·雷所主導開發的機動戰士，裝備包括了具有戰艦主砲出力等級的光束步槍，以及將米氏粒子（ミノフスキー粒子）磁性约束在限定範围所形成的光束軍刀（ビームサーベル；，通稱「光劍」）；裝甲採用了新的技術所造的月神鈦合金（ルナチタニウム），可以輕易擋下一般薩克所使用的機槍。

### 劇中表現
RX-78-2在Side7開發接近完成時，被夏亞所帶領的小隊發現。原本的試乘駕駛員死亡，在誤打誤撞之下，開發者提姆·雷博士的兒子‧阿姆羅乘上了GUNDAM二號機，而提姆則在戰鬥中捲入戰鬥吹出殖民地外。
由於阿姆羅的潛在新人類（ニュータイプ；）質素，經過數次戰鬥都有傑出表現，被稱為「白色傢伙」（白いやつ），聯邦軍也將GUNDAM的戰鬥資料回饋於開發決戰主力用的量產型機體「吉姆」（ジム；）。在一年戰爭的最後一場戰役‧阿．巴瓦．空攻防戰中，阿姆羅所駕駛的GUNDAM跟夏亞所駕駛的吉翁克（ジオング；）互擊全毀，但阿姆羅之後順利地使用GUNDAM的核心戰機逃出，並與白色基地的同伴們會合。

### 關聯機體
在一年戰爭中，聯邦軍生產的RX-78共有8架；RX-78-1至3為第一梯次，而4至8號譏為第二梯次，原本是作為GM的開發母體，之後各自改裝成不同用途的機體。
此外，另有數款型號上冠有RX-78的機體，包括了空軍開發的RX-78E，具有可變性能以對應空戰；宇宙軍開發的RX-78NT1，是針對新人類駕駛而設計之機體；陸軍開發的RX-78XX，為格鬥戰特化之機體。其中前兩者為屬於聯邦軍在一年戰爭末期所展開的「G-4計畫」，
是以G-3（RX-78-3）作為次期構想機之開發母體的MS開發計畫。

## 已知機體與簡介
RX-78-1 Prototype Gundam
原型機體。
RX-78-2 Gundam
《機動戰士GUNDAM》中，主角阿姆羅所駕駛的機體。
RX-78-2MC
加裝了磁力覆膜的RX-78-2。外觀和性能上除機動性外和RX-78-2沒有分別。在PS遊戲《SD Gundam G-Generation F》與及PSP遊戲》Gundam Battle Royale》中皆被視為與RX-78-2不同的機體，且另予以「RX-78-2MC」之型號。
RX-78-3 G-3 Gundam
在Side 7被損壞後修復並用作測試磁力覆膜（Magnet Coating）的試驗機。而該技術後來亦用於RX-78-2、RX-78 NT-1與及其他第二梯次的機體上。
RX-78-3亦為小說版的RX-78-2在德克薩斯攻防戰中被破壞後阿姆羅所換乘的機體。在遊樂園設施《GUNDAM THE RIDE》中，RX-78-3在阿·巴瓦·庫戰役時，被捲入「萬聖夜傑克」（Jack the Halloween）吉姆緊急著艦之事故而損傷。
RX-78-4 Gundam 四號機
造型首見於《大河原邦男MOBILE SUIT COLLECTION》，並於短篇小說《阿·巴瓦·庫攻防戰》（日语：ア・バオア・クー攻防戦）登場。屬於RX-78第二梯次的機體，為宇宙戰特化的機體，除去了RX-78-2的核心區塊系統，手腕上亦加裝了光束槍作為固定武裝。裝備了超級光束步槍（日语：ハイパー・ビームライフル；）、專用盾牌，以及專用武器「米加粒子發射器」（日语：メガ・ビーム・ランチャー；）。
之後經劇外重新設計，於PS2遊戲《機動戰士GUNDAM外傳 宇宙、閃光的盡頭…》中登場，稱為G04。在特定路線中，於阿·巴瓦·庫戰役中由於米加粒子發射器超負荷運作導致爆炸，機體受傷之虞，駕駛路斯・卡索因而身亡。
RX-78-4 [Bst]
加裝了肩部噴射器時的型號。
RX-78-5 Gundam 五號機
設定同RX-78-4，但機體上有些微差異且無搭載米加粒子發射器，因此胸部進氣口設計不同於四號機。於短篇小說《阿·巴瓦·庫攻防戰》於任務中失蹤。
PS2遊戲《機動戰士GUNDAM外傳 宇宙、閃光的盡頭…》中稱為G05，並增加了巨型格林機槍（日语：ジャイアント・ガトリング；）。劇中於阿·巴瓦·庫戰役中該機體被大破，但駕駛員福特・羅姆菲羅幸存並歸還。
RX-78-5 [Bst]
加裝了肩部噴射器時的型號。
RX-78-6 Gundam 六號機
造型首見於《大河原邦男MOBILE SUIT COLLECTION》；將二號機的實戰資料回饋於六號機後再設計而成。為了彌補光束步槍能源用盡而充電時的火力空檔，而針對固定武裝部分做出了修改，如：在背包上追加了兩門加農砲，而原本裝備於背包的光束軍刀則改收納於腳部追加的可變推進器中；兩手腕則安裝了榴彈發射器。
劇外重新設計後於PS2遊戲《ZEONIC FRONT 机动战士GUNDAM0079》登場，並有「泥岩」（マッドロック；）之代號。且追加了GM突擊型（ジム・コマンド；）的盾牌。
RX-78-7 Gundam 七號機
造型首見於《大河原邦男MOBILE SUIT COLLECTION》；劇外重新設計後於PS2遊戲《机动战士GUNDAM战记》登場。
FA-78-3 Full Armor Gundam 七號機
對RX-78-7進行追加裝甲與武裝的MS，與FA-78-1不同，FA-78-3是FSWS計畫的成功例子。通過追加在背包的大型推進器，保證了在追加裝甲後依然保持著高機動性，同時亦保證了該機體的充足火力。
HFA-78-3 Heavy Full Armor Gundam 七號機
在FA-78-3的基礎上再進行裝甲追加的式樣，擁有著極為厚重的装甲以及极为充足的火力，同时推力亦极高，是用与高速突袭与追击用的对舰队用装备。同时也是GP03的设计理论基础机体。
RX-78-8
現階段只在《Gundam Century》與《MSV》中提及，並無實際造型。

### 其他變異版
RX-78 [初期型]
出自《Gundam Century》，和RX-78-1有少許差異。一說為RX-78-1兩機中的一機。
RX-78 [高機動型]
登場於《基連的野望》，是為了追上吉翁的高機動性機體而經過改良的RX-78加裝型。
RX-78 Opt.
登場於《Gundam Tactics中》，名稱為Gundam G Dash。使用了G Parts來強化。發電量為17400kW（RX-78-2為1380kW），是聯邦為了對吉翁的MA所作的特殊加裝型。
RX-78-01[N] / RX-78[N]
局地型鋼彈。一年戰爭爆發之前嶺提姆（テム・レイ）推動「RX計畫」時，地球聯邦軍為了測試機體在地球各個環境下的適應程度而製造的鋼彈試作機型，在陸地上、水中測試時會個別換裝成相應的裝備，後來成為陸戰型鋼彈及水中型鋼彈的雛形。最早於漫畫《機動戰士鋼彈THE ORIGIN MSD 庫克羅斯．德安之島》中以北美戦様式出場，被稱為「黑色的鋼彈」。
RX-78-01[FSD]
FSD為「全規模開發」（Full-Scale Development）之意。局地型鋼彈測試完成後，以量產為目標進行各種強化的機型，故零件可與局地型共用。最早於漫畫《機動戰士鋼彈THE ORIGIN MSD 庫克羅斯．德安之島》中出場，被稱為「白色的鋼彈」。實戰後的機體資料後來轉移至FSWS計劃。
FA-78-1
地球联邦军的“FSWS”计划的产物，用于测试在不影响机体原有性能的情况下强化机体火力与装甲的可行性。在原有的RX-78的基础上进行武装与装甲的追加，但是由于负载过重，因此於背部與腳步追加了推进器。
原设为漫画作品《模型狂四郎》中出现的完美鋼彈2號機，为蓝色涂装。后被收录进M-MSV，並改為軍事風格的绿色塗裝。
FA-78-2
在FA-78-1的失败后地球联邦军转换思路后的产物，废除了外挂装甲的思想而转为强化机体本身的装甲，在保证机动性的同时兼顾了防御能力。主要武装为同时拥有大型加特林机枪与四联装火箭发射器功能的“复合型发射器”。
RX-78XX
登場於SFC遊戲《機動戰士GUNDAM CROSS DIMENSION 0079》的〈給將逝之者的祈禱〉（死にゆくものたちへの祈り）。代號「精靈」（Pixy），共有三架，是像MS-06改良為MS-07那樣的陸戰改裝型RX-78。使用部件為RX-78初期生產部件。和RX-79是非常近似的存在。

### 平行時空作品
RX-78-01

RX-78-02
RX-78-02 [肩炮裝備]
RX-78-02 [改]
不同於一般正史中的RX-78-2，以上三者出自《Gundam The Origin》，為RX-78系列的Origin設定版本。前兩者與1、2的差別不大，但02並無核心戰機。第三機為加裝肩部加農炮版本。02改則是因為故事上有核心戰機之運用必要，因此改裝為核心戰機版。
RX-78/C.A
登場於《基連的野望》。利用RX-78的資料，由夏亞改良、個人化。有著凌駕RX-78原機的性能之機體。
RX-78T
登場於《基連的野望》。Titans版本RX-78，甚至有加裝可動骨架。結果因為失去了平衡性而沒有大量生產。
RX-78 [ジオン軍仕様]
登場於Wonder Swan版《基連的野望》。吉翁軍取得了聯邦的資料後所製作，並採用MS-14 傑爾古格的盾牌。
RX-78 [ムラサメ研仕様]
《G Generation》中出場的一年戰爭後製作機體。測試NT的MS運用能力而存在。
RX-78-AL
出自平行時空《机动战士鋼彈 雷霆宙域》，为摩尔同胞团最新配备的MS，虽然冠以“RX-78”的编号，但外形却与RX-78系列大相径庭，同时核心部位也不使用RX-78系列惯用的核战机而是使用球形駕駛艙作为核心。机体设计以强化水中战斗能力为主，但同样拥有优秀的空战能力，背部特殊的推进器可以挂接在腿部作为飞行推进器，也可与盾牌组合为“雪橇模式”，用于在水底下的潜航。主要武器为特制的磁轨加农，但也同样可以使用其他标准联邦制武器。
FA-78-1-TB
出自平行時空作品《机动战士鋼彈 雷霆宙域》。配发给姆亞同胞团的其中一台FA-78-1，背包更换为拥有更大出力的背包，背部的360MM加农炮更换为大型光束加农，同时追加了以6连装导弹舱和腕部5连装导弹发射器为主的重火力武装。并且额外追加4面盾牌，拥有更高火力的同时防御性能更强大。
gMS-α 紅色高達
出自平行時空作品《机动战士鋼彈 GQuuuuuuX》。“紅彗星”夏亞從聯邦手上搶奪高達後，他先交給吉翁尼克公司進行逆向工程，然後轉手再交給富林岡新人類研究機構進行改造。除了機體全身塗成紅色之外，還加裝了“精神感應系統α”和六個精神感應浮游炮，交由擁有新人類才能的夏亞駕駛。

### G-4計畫
RX-78NT1
此機為聯邦G-4計劃的一環，是聯邦海陸空宇四軍各自的GUNDAM系機體中的宇宙軍獨力開發機。
NT 是指 New-type 的意思，說明此機製作是為 New type 駕駛員而設，不過，在聯邦軍當時內部卻對 NT 認知非常少，而後來更加認為他們是十分危險的一群而排斥。所以與其說是為 NT 而開發，倒不如說是指配合 NT 駕駛員的反應速度而開發的機體。
而據研究所指，NT1 雖然是以 NT 去研究及製作，可是內部所有的系統只是對 NT 駕駛員的快速反應作盡量配合而不是發揮 NT 的另類能力（如在 Z 鋼彈中的精神攻擊等等），所以在 0080 動畫中，駕駛員克莉絲對 NT1 評為「反應過敏」的機體。
承接以上，NT1 由於是在機體上配合 NT 的反應速度而開發，所以由機體開發至終，也使用 RX-78-3 G3 鋼彈的磁力覆膜(Magnet Coating) 技術製作，及加入其他大量新型的技術，如 360 度環視式駕駛倉，復合散熱片加強散熱效果等等，這些的改良及新技術也一併使用在 NT1 的開發上，而由於這樣的緣故而被人評為「即使 NT1 開到了 0087 年代 Z鋼彈的世紀裏，這台 MS 也一點不落伍還可以追上部份當時的主力 MS」。
不只如此，NT1 製作也參考了吉翁的 MS 的一些特點，點大型腳部噴射器加強機體機動性。而隱藏式 90mm 手部火神腕砲也被設計者自己認為是「十分奸詐的武器」，當然後來對 MS-18E 時這句也應驗了。
基本武器中對比 RX-78-2 來看比較少選擇。只有光束步槍、固定的 90mm 手部火神砲腕砲、頭固頭上 60mm 火神砲、兩把光束劍。可是由於也是 RX-78 系列的機體，所以應該可以共用 RX-78 系列原有的武器，即火箭砲、流星槌等。
RX-78NT1FA
NT-1加裝全裝甲型版本，但原本的 90mm 手部火神砲腕砲則因裝備裝甲緣故無法使用。
RX-78AN-01
在一年战争末期被大破的 NT1 被未知手段让渡到罗纳财团后进行修复并改修，机体代号也改为“Tristan”，肩甲与背包修改为类似于 Mk-Ⅱ 的设计，同时光束步枪也改为使用与 RX-93 同型号的光束步枪。在 UC.0097 年对阿克西斯遗迹的发掘行动当中作为巴纳姆组织的战力向地球联邦军特殊部队“莫斯提马”发动进攻。
RX-78E
GT-FOUR（Gundam Transformer / Flight & Operations Unifications Reactors prototype），登場於《MS Generation》，為屬於「G-4」計畫中由聯邦空軍開發的可變型機體。

### 鋼彈開發計畫
「GUNDAM開發計劃」（ガンダム開発計画）為聯邦軍於一年戰爭結束後的機動戰士開發計畫，與原本的RX-78系列並無直接關聯，但為了表示為「鋼彈」機體，而型號採用了「RX-78」。
RX-78GP00 GUNDAM試作0號機「繁花」
設計概念上取入了Gundam Project的下的所有機體之特性，包括了GP01的核心戰機、GP02一擊脫離核投射能力、GP03主炮和Ｉ力場，以及GP04的空間機動性，但因此缺乏了機體平衡性。與吉翁軍作戰破損之後，便將計劃修正，分別另造四架機體。
RX-78GP01 GUNDAM試作1號機「玉簾」
測試RX-78-2的改良型機體。主要特性為逃生用核戰機。陸戰專門，到達宇宙機動性嚴重下降。但也有說法指出陸戰型的GP01其實只要OS設定正確的話，也能夠在正常運用
RX-78GP01fb
為改良GP01而加裝宇宙戰專用組件。在既定行程前往亞納海姆社對GP01做升級以及收集戰鬥資料中，GP01遭擊破，後被改裝為此機（因為在稍早該機嚴重受損，所以在改裝的同時也做了諸多修改使得最後本機完成後比原案的性能要高）。本機於追擊GP02A之行動中與其交戰因互擊要害而造成兩架機體完全破壞。
Fb為FULL BURNERN之簡寫
RX-78GP02A GUNDAM試作2號機「酸漿果」
能夠投射戰術核武的測試機，被吉翁迪拉茲艦隊搶奪，後於聯邦追擊行動與GP01Fb交戰，因互擊要害而造成兩架機體完全破壞。
RX-78GP03 GUNDAM試作3號機「石斛蘭」
據點防禦用MS，由核心的機動戰士GP03S搭配上武器庫「蘭花」（Orchis），用於對抗多數MS或是對大型MA使用的機體。設計概念為MS汎用性搭配上MA的攻擊力。
RX-78GP03S
RX-78GP03S [核心戰機型]此為有再追加逃生核心部件的MS部份。在Gundam Evolve 4中使用的GP03S就是這一部。在Evolve 4以後判定此為多此一舉（因為自武器庫中脫離後也沒有必要再有一層逃脫裝置），所以此案廢棄。（《0083》中登場的GP03則是採用試作型的全方位螢幕駕駛艙）。
RX-78GP03D
《G Generation》中的GP03編號，實際上等於前述的「GP03」。D 的意思是DENDROBIUM（石斛蘭），為GP03的代號。
RX-78GP04G GUNDAM試作4號機「非洲菊」
AGX-04的前身，由明貴美加設計，並未於《0083》動畫中登場。在《Gundam Evolve 4》出現設計圖。

## 其他型式
Gundam Mission to the Rise
在GUNDAM20週年紀念短片中，與敵方交戰、掩護新GUNDAM穿越蟲洞的RX-78。
 EVOLVE../15
重新詮釋初代GUNDAM第39集部分內容，也重新設計了RX-78。
Ring of Gundam
在GUNDAM30週年紀念短片中，與敵方交戰、尋找「Beauty Memory」的RX-78。

## 在現實世界的影響
2015年6月30日，中國中央電視台的《今日關注》節目播放日本自衛隊相關片段時，畫面中出現了RX-78-2型機動戰士，引起網民熱議。

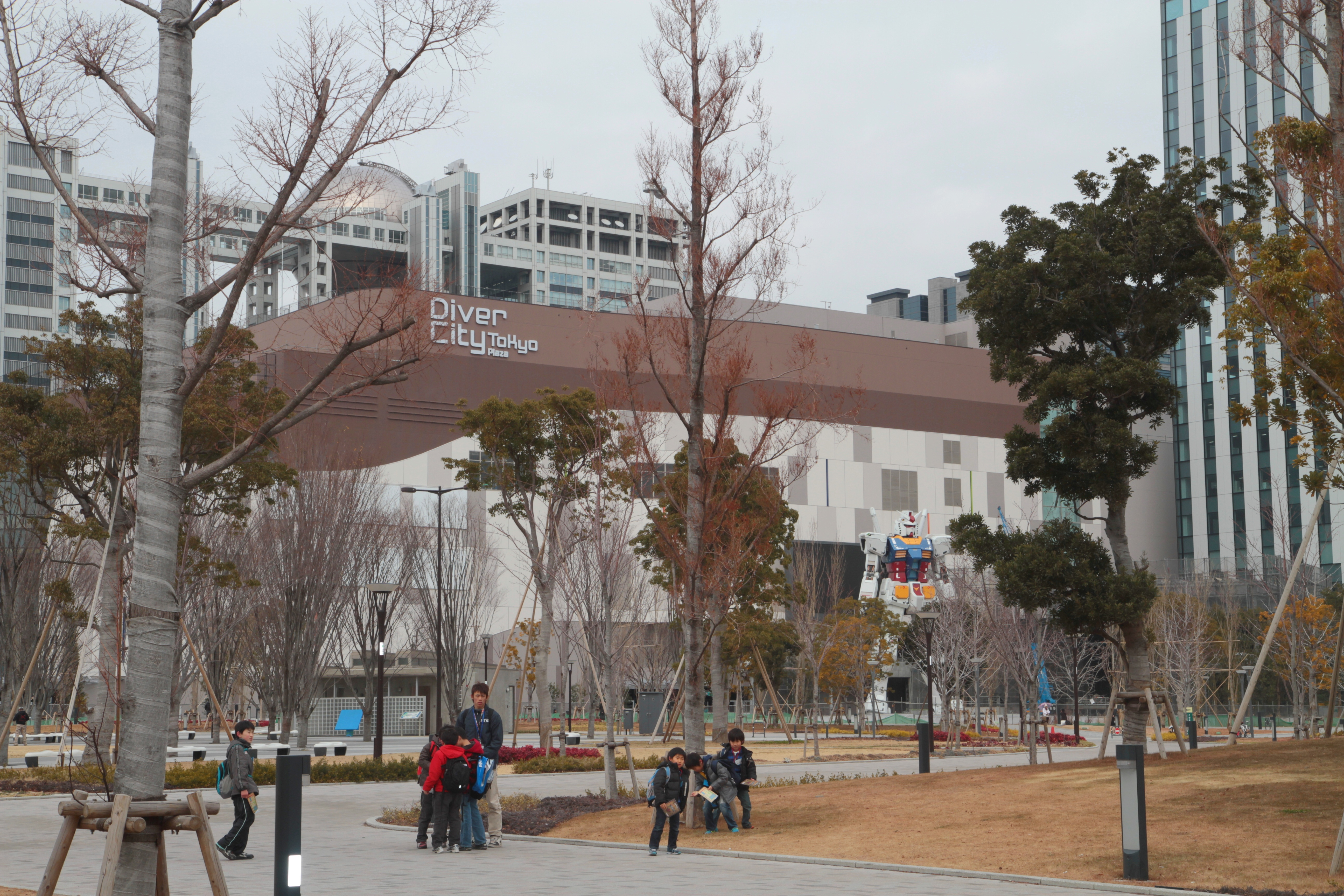
2012年台场城东京购物中心外的RX-78-2高达立像

台场城东京的Festival广场自2012年至2017年曾树立过等身大的立像，之后2017年3月拆除，替换为实物大独角兽高达立像。

## 註記
1. ↑  電玩遊戲中，亦有「白色惡魔」之稱呼。

## 延伸閱讀
- RX-78鋼彈&V作戰BOOK（页面存档备份，存于），楓樹林出版社，2014年，ISBN 9789865688103